# Грічовське Подграддя
Грічовске Подградіє (словац. Hričovské Podhradie) — село, громада округу Жиліна, Жилінський край, регіон Горне Поважіє. Кадастрова площа громади — 2,04 км².
Населення 255 осіб (станом на 31 грудня 2017 року).

## Географія
Протікає Завадський потік.

## Історія
Грічовске Подградіє згадується 1265 року.

## Населення
| Рік:            | 1994. | 2004.   | 2014.   | 2024.   |
| --------------- | ----- | ------- | ------- | ------- |
| Кількість осіб: | 349   | 379     | 364     | 343     |
| Різниця:        |       | +8,59 % | -3,95 % | -5,76 % |

| Рік:            | 2023. | 2024. |
| --------------- | ----- | ----- |
| Кількість осіб: | 343   | 343   |
| Різниця:        |       | +0 %  |